# 137

137(백삼십칠)은 136보다 크고 138보다 작은 자연수다.

## 수학
- 33번째 소수(素數)다. 앞의 소수는 131, 다음 소수는 쌍둥이 소수인 139다.
- 피타고라스 삼조의 빗변의 길이이다. ({\displaystyle 88^{2}+105^{2}=137^{2}})[a]

## 과학·기술
- 물리학에서 전자기력의 미세구조상수는 CGS 단위에서 {\displaystyle \alpha =e^{2}/\hbar c}로 정의되는데, 이의 실험값이 1/137.03600...이다. 따라서 물리학자들에게는 상당히 유명한 값이다. 이 숫자가 정확한 1/137이라고 추측하여 이를 설명한 이론들이 많으나 대부분 근거가 없는 것으로 알려져 있다.
- NGC 137: 물고기자리 방향에 있는 렌즈형은하.
- 코스모스 137호(영어판): 소련의 인공위성.

## 교통

### 철도
- 수도권 전철 1호선 대방역의 역번호.
- 대구 도시철도 1호선 아양교역의 역번호.

### 도로
- 일본 137번 국도(일본어판): 야마나시현 후지요시다시에서 후에후키시까지 이어지는 일본의 국도.

## 군사
- U-137: 독일의 군용 잠수함. 제1차 세계 대전에 사용된 1916년제 모델(영어판)과 제2차 세계 대전에 사용된 1940년제 모델(영어판)이 있다.

## 문화유산
- 대한민국의 국보 제137호: 검 및 칼집 부속, 투겁창 및 꺾창
- 대한민국의 보물 제137호: 문경 봉암사 지증대사탑
- 대한민국의 사적 제137호: 강화 부근리 지석묘

## 방송
- B tv와 U+ TV의 채널차이나 채널 번호.
- 지니 TV의 MBC M 채널 번호.
- LG헬로비전의 YTN2 채널 번호.
- B tv 케이블의 K-바둑 채널 번호.

## 기타
- 연도: 137년, 기원전 137년

### 내용주
1. ↑  7,744 + 11,025 = 18,769